# Nikolaj Jacobsen
Nikolaj Bredahl Jacobsen (Viborg, 22 novembre 1971) è un allenatore di pallamano ed ex pallamanista danese, commissario tecnico della nazionale di pallamano maschile della Danimarca.

Come allenatore, Jacobsen ha vinto il campionato di pallamano danese del 2013 con Aalborg Håndbold e ha guidato Rhein-Neckar Löwen in due campionati tedeschi di Handball-Bundesliga nella stagione 2016 e 2017.
È il primo manager danese a vincere la Bundesliga tedesca.
Durante la sua carriera da giocatore, Jacobsen ha giocato prevalentemente come ala sinistra, e il più rappresentativo ha rappresentato il team danese GOG Håndbold e il team tedesco THW Kiel. Ha vinto tre campionati di lega di pallamano con GOG, oltre a tre palle di pallamano - campionati di Bundesliga e due campionati europei di Coppa EHF con Kiel.
Jacobsen ha giocato un totale di 148 partite e ha segnato 584 gol per la squadra nazionale di pallamano della Danimarca dal 1991 al 2003, ed è stato nominato Giocatore dell'Anno Danese 1993 e 1999.

## Carriera

### Giocatore
Nato a Viborg, Nikolaj Jacobsen si trasferì con i suoi genitori a Southern Funen da bambino, e iniziò a giocare a pallamano a 11 anni. Era anche un abile calciatore dell'associazione, ed era uno dei più talentuosi giocatori di calcio giovanili danesi, mentre giocava anche per la squadra nazionale di pallamano della Danimarca.
Dopo aver giocato a pallamano nelle giovanili a GOG Håndbold, Nikolaj Jacobsen ha fatto il suo debutto come membro del club nel 1990, all'età di 18 anni. A GOG, Jacobsen ha giocato sia nel centro di difesa che nel gregario di sinistra.
Divenne noto come un giocatore molto abile, in grado di segnare goal con un'ampia varietà di colpi. Nel suo secondo anno da senior, Jacobsen ha fatto il suo debutto per la squadra nazionale di pallamano nazionale della Danimarca, sotto l'allenatore della Anders Dahl-Nielsen. Sotto la guida di Bent Nyegaard, Jacobsen e GOG hanno vinto la lega di pallamano danese del 1992, e l'anno successivo, Jacobsen è stato nominato Giocatore dell'anno di pallamano danese. Aiutò GOG a vincere il campionato di pallamano danese del 1995 e 1996 e divenne il miglior marcatore della stagione 1997 danese, con 205 gol segnati.
Nel 1997, all'età di 26 anni, Jacobsen si trasferì alla squadra tedesca di Handball-Bundesliga TSV Bayer Dormagen. Jacobsen ha segnato 189 gol in 28 partite della Bundesliga durante la stagione 1998, anche se il Bayer Dormagen ha chiuso al 14 ° posto e alla fine è retrocesso. Tuttavia, Jacobsen aveva attirato l'attenzione dei campioni in carica della Bundesliga THW Kiel, e dopo un anno al Bayer Dormagen, si trasferì a Kiel.
A Kiel, Jacobsen è stato allenato dall'allenatore tedesco Zvonimir Serdarušić, ed è qui che è diventato uno dei migliori wingman di sinistra al mondo. Nelle tre stagioni seguenti, Jacobsen ha segnato 1015 gol in un totale di 142 partite per Kiel, mentre il club ha vinto due campionati di Handball Bundesliga e due titoli di Coppa di Germania. Kiel ha anche concluso al secondo posto nel torneo EHF Champions League 1999-2000, perdendo 52-54 contro l'FC Barcelona Handbol in finale.
Il 27 settembre 1998, Jacobsen ha stabilito un nuovo record per la maggior parte dei gol segnati in una partita della nazionale di Danimarca, quando ha segnato 15 gol contro la nazionale greca di pallamano, in una partita di qualificazione per il Campionato mondiale di pallamano del 1999. La Danimarca ha vinto la partita 33-20. Il precedente record di 14 gol in una partita era stato fissato da Flemming Hansen nel 1971, ed era stato eguagliato dal gergo della sinistra Lars Christiansen in un'altra partita contro la Grecia, solo quattro giorni prima che Jacobsen battesse il record.
Jacobsen è stato ancora una volta nominato Giocatore dell'Anno di Handball della Danimarca nel 1999 ed è stato selezionato per la squadra All-Star della Bundesliga dal 1999-2000.
Nella partita inaugurale della stagione 2001-02 della Bundesliga, Jacobsen si è infortunato al ginocchio quando è entrato in un contrasto con il portiere della squadra avversaria SG Wallau Massenheim. L'infortunio è diventato un problema ricorrente, e nelle tre stagioni seguenti, Jacobsen ha giocato solo 72 partite, segnando 331 gol per Kiel. Ha comunque aiutato la squadra a vincere un altro campionato della Bundesliga e due titoli internazionali della Coppa EHF. L'infortunio significava anche che Jacobsen era assente dalla squadra della Danimarca che vinse medaglie di bronzo ai campionati Europei del 2002. Incapace di riprendersi completamente dal suo infortunio, Jacobsen ha lasciato Kiel nel 2004 e si è trasferito in Danimarca per diventare allenatore.

### Allenatore
Nikolaj Jacobsen si è trasferito al Viborg HK nella Håndboldligaen; il club della sua città natale di Viborg. Mentre era a Viborg HK, Jacobsen ha allenato la pallamano nel college sportivo di Viborg HK. A Viborg HK, Jacobsen ha giocato con l'allenatore danese Ulrik Wilbek. Quando Wilbek partì per allenare la squadra nazionale di pallamano della Danimarca, Jacobsen divenne vice allenatore del nuovo allenatore Søren Hildebrand, pur mantenendo la sua carriera attiva. Jacobsen ha segnato 71 gol in 28 partite di campionato per Viborg durante il suo periodo al club, ma si è concentrato sempre più sul suo ruolo di vice allenatore. All'epoca di Jacobsen a Viborg, il club è arrivato secondo nella lega danese di pallamano del 2007 e ha raggiunto due finali di Coppa di Danimarca.
Nel 2007, Jacobsen si è trasferito al rivale danese Bjerringbro-Silkeborg Voel (BSV), per ricoprire il ruolo di vice-allenatore di Carsten Albrektsen. Jacobsen ha anche giocato alcune partite per BSV, segnando sei gol in nove partite di campionato. BSV ha concluso due volte al secondo e al terzo posto una volta, nelle cinque stagioni trascorse con il club. Durante la sua permanenza alla BSV, Jacobsen si è scontrato con la dirigenza sui principi del coaching e ha persino pensato di porre fine alla sua carriera di allenatore.
Era tempo che Jacobsen diventasse primo allenatore, e nel 2012 si trasferì alla squadra danese della lega di pallamano Aalborg Håndbold. Portò con sé l'ex compagno di squadra Morten Bjerre, come vice allenatore. Nella sua prima stagione al club, l’Aalborg vinse la Håndboldligaen del 2013 e finì secondo nella sua seconda stagione. A quel punto, Jacobsen aveva annunciato la sua intenzione di lasciare Aalborg nel 2014.Jacobsen è entrato a far parte del team tedesco di Handball-Bundesliga Rhein-Neckar Löwen, sostituendo l'allenatore islandese Guðmundur Guðmundssonche era appena diventato l'allenatore della nazionale di pallamano della Danimarca. Nella sua prima stagione con Rhein-Neckar Löwen, Jacobsen ha guidato la squadra fino al secondo posto in Bundesliga.
Nel suo secondo anno al club, Löwen vinse la Bundesliga del 2016, il loro primo campionato di Handball-Bundesliga, che rese Jacobsen il primo manager danese a vincere la Bundesliga di pallamano. La stagione successiva, Löwen ha recuperato con successo il campionato della Bundesliga.
Nel marzo 2017, Jacobsen è stato nominato capo allenatore della nazionale di pallamano della Danimarca, mentre ancora allenava Rhein-Neckar Löwen. Sostituì Guðmundur Guðmundsson come allenatore della nazionale danese.

## Palmarès

### Giocatore

#### Competizioni nazionali
- Håndboldligaen: 3
  - 1991-92, 1995-96, 1996-97

- Handball-Bundesliga: 3
  - 1998-99, 1999-00, 2001-02

- DHB-Pokal: 2
  - 1998-99, 1999-00

#### Competizioni internazionali
- EHF Cup: 2
  - 2001-02, 2003-04

#### Individuale
- Giocatore di pallamano danese dell'anno: 1993, 1999

### Allenatore

#### Club

##### Competizioni nazionali
- Håndboldligaen: 1
  - 2012-13

- Handball-Bundesliga: 2
  - 2015-16, 2016-17

- DHB-Pokal: 1
  - 2017-18

#### Nazionale
- Olimpiadi:

 Parigi 2024
 Tokyo 2020
- Mondiali:

 Germania 2019, Egitto 2021, Polonia e Svezia 2023
- Europei:

 Germania 2024
 Slovacchia e Ungheria 2022